# Adoretus latirostris
Adoretus latirostris är en skalbaggsart som beskrevs av Ohaus 1914. Adoretus latirostris ingår i släktet Adoretus och familjen Rutelidae. Inga underarter finns listade i Catalogue of Life.